# 923 a.C.
923 a.C. foi o ano do calendário gregoriano que precedeu 924 a.C. e sucedeu 922 a.C..